# ديبورا فرانسوا
ديبورا فرانسوا (بالفرنسية: Déborah François)‏ هي ممثلة بلجيكية ولدت في يوم 24 مايو 1987 في مدينة لياج في بلجيكا، بدأت التمثيل في المسرحيات في سن الخمس سنوات وفي سنة 2005 إكتشف منتجي الأفلام جان بيري دردان ولوك دردان موهبتها، ومثلت في فيلم الطفل، وفي سنة 2011 مثلت في فيلم الراهب.

## الأعمال

### أفلام
| السنة | العنوان                  | الدور            |
| ----- | ------------------------ | ---------------- |
| 2005  | الطفل                    | سونيا            |
| 2006  | الفتاة التي تقلب الصفحات | ميلاني بروفوست   |
| 2013  | الرحيل بعيدا             | إيمانويل كامبيير |
| 2020  | المسعف                   | فانيسا فرانسوا   |

## روابط خارجية
- ديبورا فرانسوا على موقع IMDb (الإنجليزية)
- ديبورا فرانسوا على موقع قاعدة بيانات الأفلام العربية
- ديبورا فرانسوا على موقع قاعدة بيانات الأفلام العربية
- ديبورا فرانسوا على موقع ألو سيني (الفرنسية)
- ديبورا فرانسوا على موقع أول موفي (الإنجليزية)
- ديبورا فرانسوا على موقع قاعدة بيانات الأفلام السويدية (السويدية)
- ديبورا فرانسوا على موقع إن إن دي بي (الإنجليزية)
- ديبورا فرانسوا على موقع قاعدة بيانات الفيلم (الإنجليزية)
- ديبورا فرانسوا على موقع كينوبويسك (الروسية)